# Luchtvaart in 2022
Deze pagina gaat over het luchtvaartjaar 2022.

## Gebeurtenissen

### Januari
5 januari
- Demonstranten bezetten Luchthaven Almaty tijdens de protesten in Kazachstan.[1] Vluchten worden stopgezet en de Kazachse president Kassim-Zjomart Tokajev vraagt Russische veiligheidstroepen om de luchthaven weer vrij te maken.[2]

20 januari
- De Belgisch-Britse piloot Zara Rutherford werd de jongste vrouw ooit die alleen een rondje om de wereld vloog.[3] Op 19-jarige leeftijd landt ze na vijf maanden weer op de luchthaven van vertrek, de Internationale Luchthaven Kortrijk-Wevelgem.[4]

27 januari
- De CASA C295 voltooit de eerste vlucht in Sevilla, Spanje.[5]

31 januari
- Boeing lanceert de Boeing 777-8F met een bestelling van 34 toestellen voor Qatar Airways.[6] De eerste leveringen worden in 2028 verwacht.[7]

### Februari
7 februari
- Frontier Airlines maakt bekend te willen fuseren met Spirit Airlines.[8] De deal van $2,9 miljard zou in de tweede helft van 2022 rond moeten zijn.[9]

24 februari
- Oekraïne sluit haar luchtruim enkele uren voor de Russische invasie van Oekraïne.[10][11]

25 februari
- De Europese Unie legt sancties op tegen Rusland.[12] Vliegtuigen en reserveonderdelen mogen niet meer aan het land worden verkocht en verhuurders moeten hun toestellen terughalen.[13][14]

27 februari
- Alle EU-lidstaten, het Verenigd Koninkrijk en Canada sluiten hun luchtruim voor Russische toestellen.[15][16][17]
- Tijdens de Slag om Antonov Airport werd het grootste vrachtvliegtuig ter wereld, de Antonov An-225, vernietigd.[18][19] Er zijn intenties om het toestel opnieuw te bouwen.[20]

### Maart
1 maart
- De Verenigde Staten sluiten hun luchtruim voor Russische toestellen.[21][22]

2 maart
- Airbus en Boeing schorten het vliegtuigonderhoud voor Russische luchtvaartvaartmaatschappijen op.[23][24]

7 maart
- Embraer maakt bekend dat ze vrachtvliegtuigen willen gaan bouwen.[25] Dit worden omgebouwde E-190s en E-195s en zouden in 2024 in dienst moeten gaan.[26]

8 maart
- Aeroflot staakt alle overgebleven internationale vluchten vanwege restricties in het luchtruim en vanwege het ‘risico’ dat toestellen worden ingenomen door verhuurders.[27] Alleen de vluchten naar Minsk blijven nog behouden.[28]

9 maart
- Finnair voert voor het eerst in bijna 30 jaar vluchten uit via de Noordpool naar Azië om het Russische luchtruim te omzeilen.[29][30]

21 maart

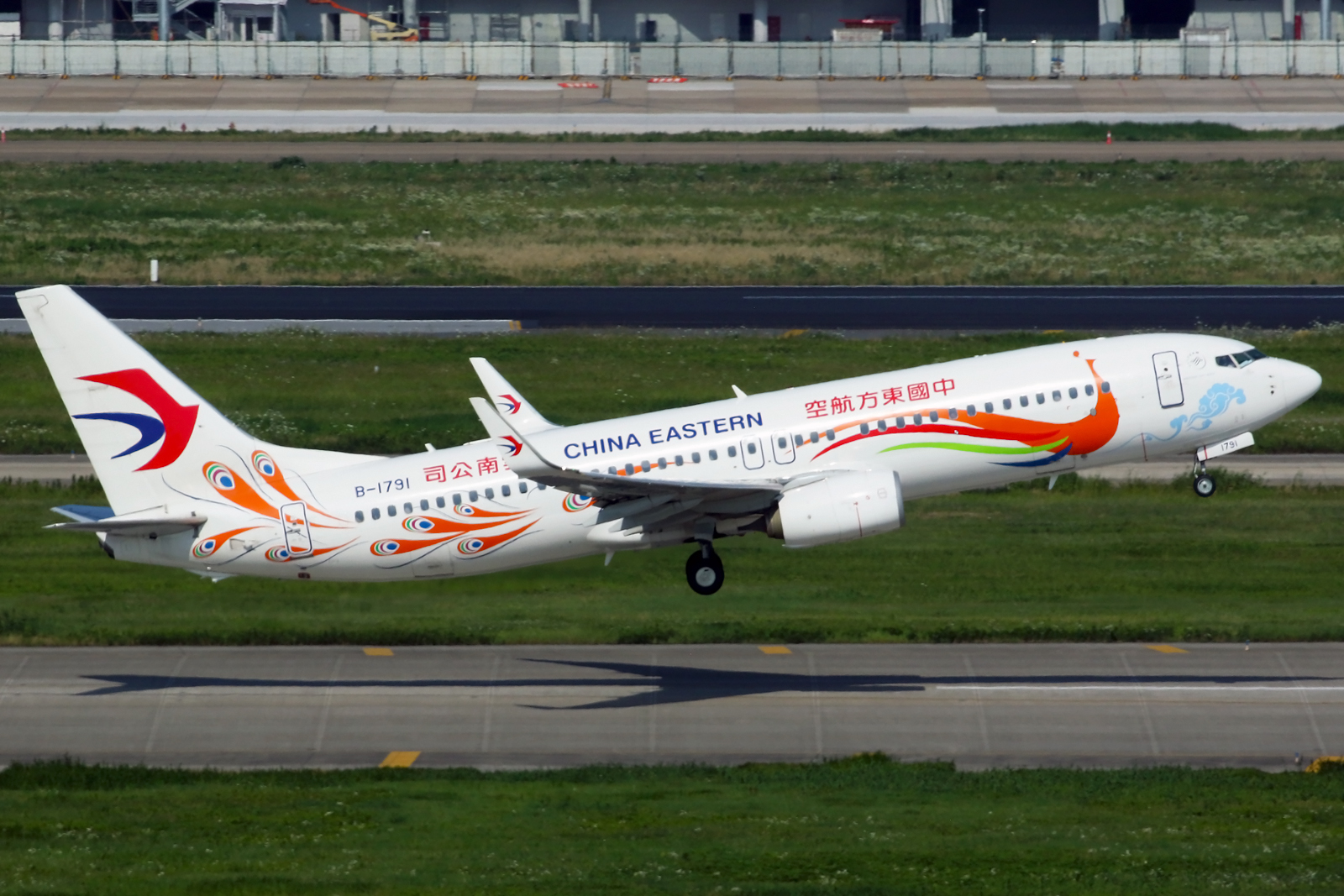
Het betrokken toestel bij China Eastern Airlines-vlucht 5735

- China Eastern Airlines-vlucht 5735 stort neer in de bergen van Guangxi.[31] Alle 132 inzittenden van de Boeing 737-800 komen om het leven.[32] Het werd het dodelijkste luchtvaartongeluk van 2022.[33]

28 maart
- De laatste Learjet, een Learjet 75, wordt geleverd.[34] Na 60 jaar en ruim 3000 leveringen komt hiermee een einde aan Learjet.[35]

### April
7 april
- DHL Aero Expreso-vlucht 7216 breekt in tweeën na de landing op de Internationale luchthaven Juan Santamaría in San José.[36] De Boeing 757-200F voerde een vlucht uit voor DHL de Guatemala.[37] De bemanning overleefde het ongeval en had slechts lichte verwondingen.[38]

13 april
- Flybe maakt een doorstart en voert haar eerste vlucht uit van Birmingham naar Belfast.[39][40]

### Mei
29 mei
- Tara Air-vlucht 197 stort neer in Mustang, Nepal.[41] De 22 inzittenden van de DHC-6 Twin Otter van Tara Air komen om.[42]

### Juni
1 juni
- Kulula.com staakt alle vluchten en zit in insolventie.[43] Op 9 juni werd de maatschappij failliet verklaard.[44]

15 juni

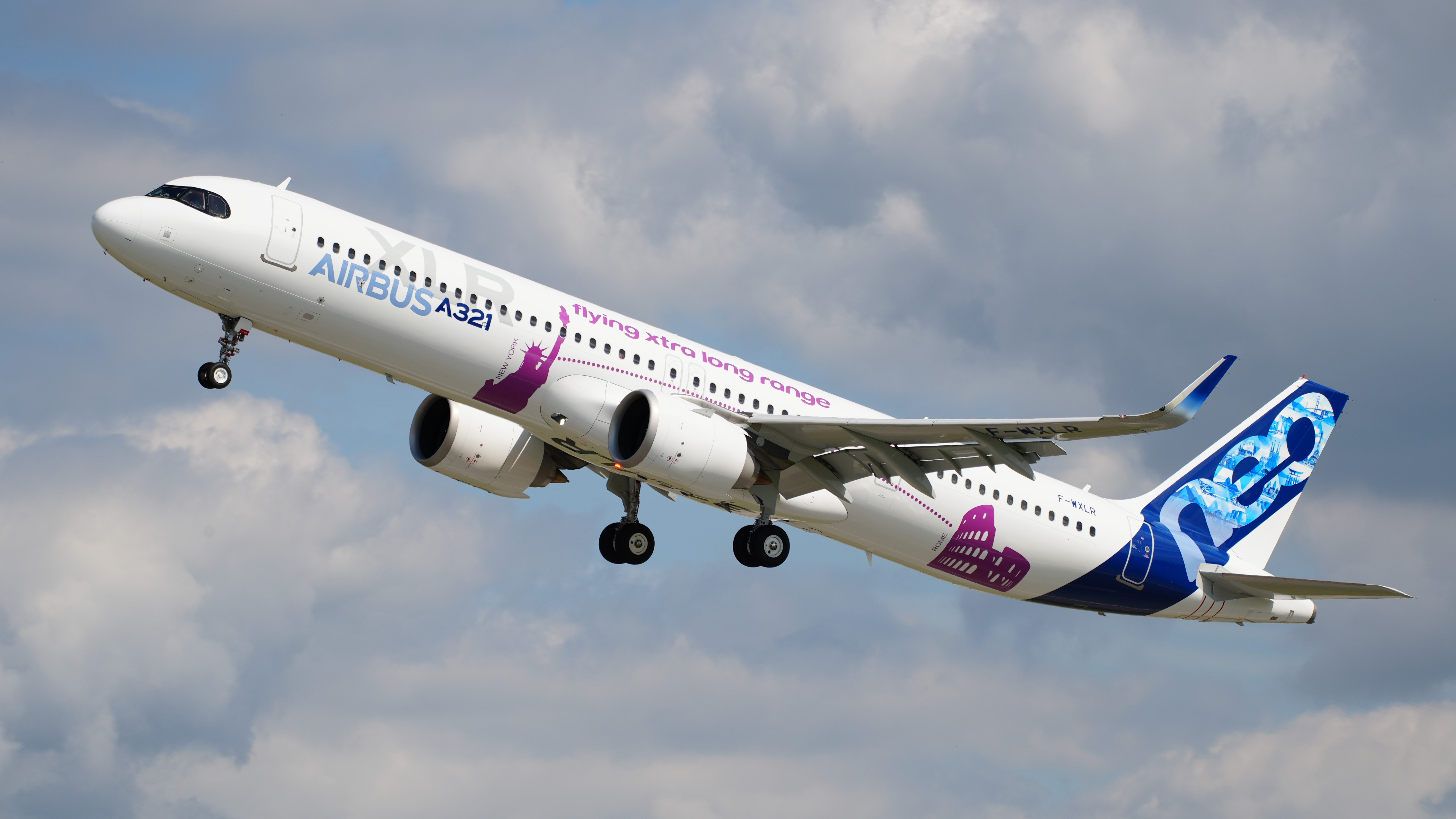
De eerste Airbus A321XLR

- De Airbus A321XLR maakt zijn eerste testvlucht.[45][46]

21 juni
- RED Air-vlucht 203, een McDonnell Douglas MD-82 van RED Air, landt op de Internationale luchthaven van Miami.[47] Het landingsgestel zakte in en het toestel vloog in brand.[48] Alle 140 inzittenden overleefden het ongeval, drie mensen werden met lichte verwondingen naar het ziekenhuis vervoerd.[49]

28 juni
- De Gulfstream G800 voert zijn eerste vlucht uit.[50]

### Juli
16 juli
- Meridian Air Cargo-vlucht 3032 stort neer in de buurt van Kavala, Griekenland.[51] De acht inzittenden van de Antonov An-12BK komen om het leven.[52]

18 juli
- Een Fokker 50 van Jubba Airways slaat om na de landing op de Internationale Luchthaven Aden Adde in Mogadishu, Somalië.[53] De 33 inzittenden overleven het ongeval.[54]

18-22 juli
- De Farnborough Airshow gaat weer van start nadat de editie in 2020 werd gecanceld vanwege de Coronapandemie.[55]

28 juli
- JetBlue maakt bekend Spirit Airlines over te willen nemen voor $3,8 miljard.[56][57]

### Augustus
31 augustus
- De Valmet L-70 Vinka voert de laatste vlucht uit voor de Finse luchtmacht en is daarna met pensioen.[58]

### September
27 september
- Virgin Atlantic maakt bekend in 2023 aan te sluiten bij SkyTeam.[59]

29 september

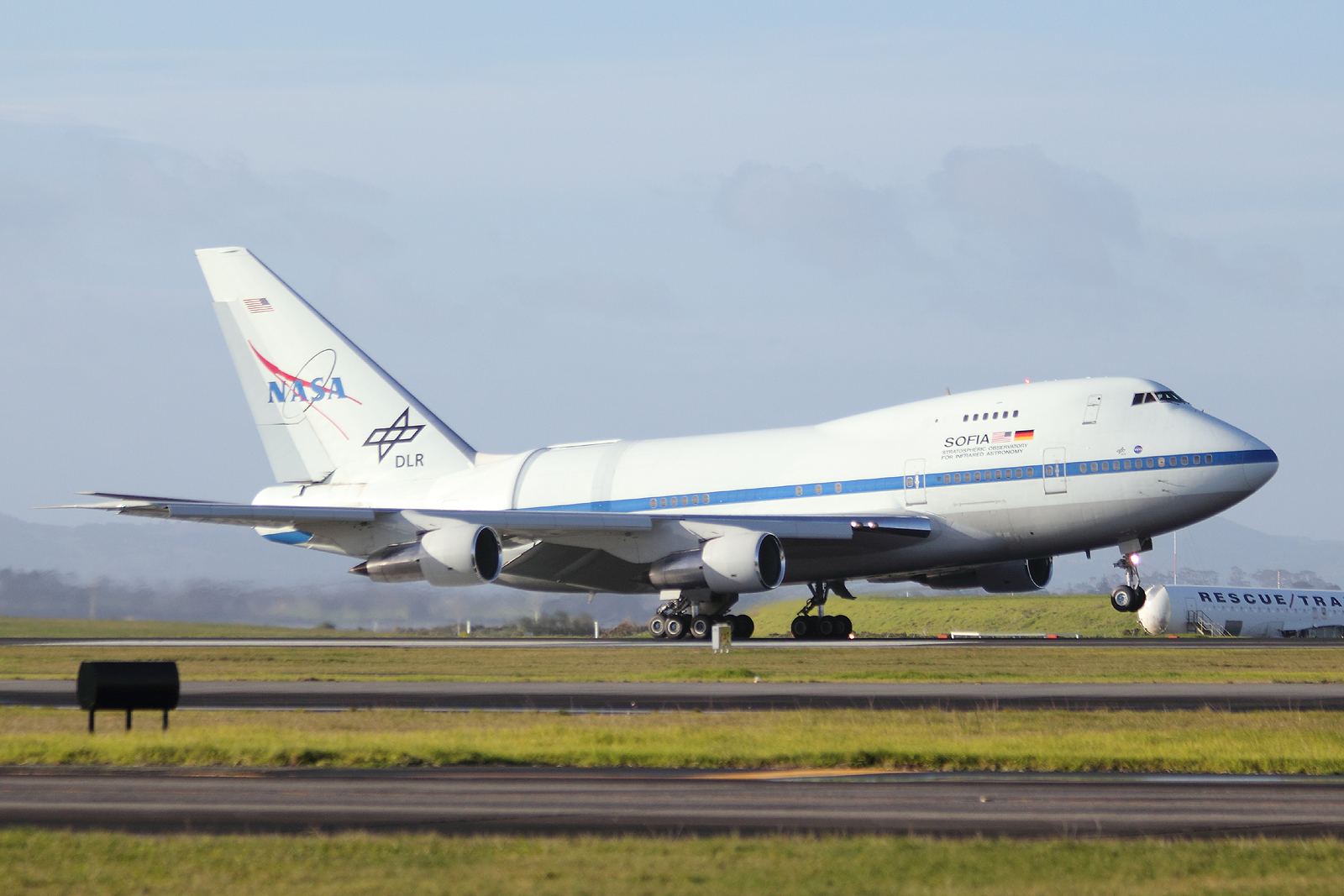
De SOFIA van NASA

- NASA voert de laatste vlucht ooit uit met de SOFIA.[60] De Boeing 747SP gaat na 15 jaar met pensioen.[61]

### Oktober
27 oktober
- Een Canadair CL-415 blusvliegtuig stort neer op de Etna tijdens bluswerkzaamheden.[62] De twee piloten overleven de crash niet.[63]

### November
6 november
- Precision Air-vlucht 494 stort neer in het Victoriameer tijdens de landing op Bukoba Airport.[64][65] 19 van de 45 inzittenden in de ATR 42-500 komen om het leven.[66]

18 november
- Een Airbus A320neo van LATAM Airlines Chile raakt een brandweerwagen tijdens het opstijgen vanaf Aeropuerto Internacional Jorge Chávez.[67] Niemand van LATAM Perú-vlucht 2213 raakt gewond, één brandweerman raakt gewond en twee brandweermannen overleven het ongeluk niet.[68][69]

### December
21 december
- Winterstorm Elliott trekt over de Verenigde Staten en Canada waardoor ruim 12.000 vluchten worden geannuleerd.[70][71]